# Penaia Ganilau
Penaia Ganilau (Taveuni, 28 de julho de 1918—Washington D.C., 15 de dezembro de 1993) foi o primeiro presidente e chefe de estado e o último governador-geral das Fiji.